# Territ gros siberià
El territ gros siberià (Calidris tenuirostris) és un ocell limícola de la família dels escolopàcids (Scolopacidae) que durant l'estiu habita la tundra del nord-est de Sibèria i durant l'hivern costes i aguamolls, sobretot entre el sud-est asiàtic i Austràlia.